# Ngawang Khyenrab Thubten Legshe Gyatsho

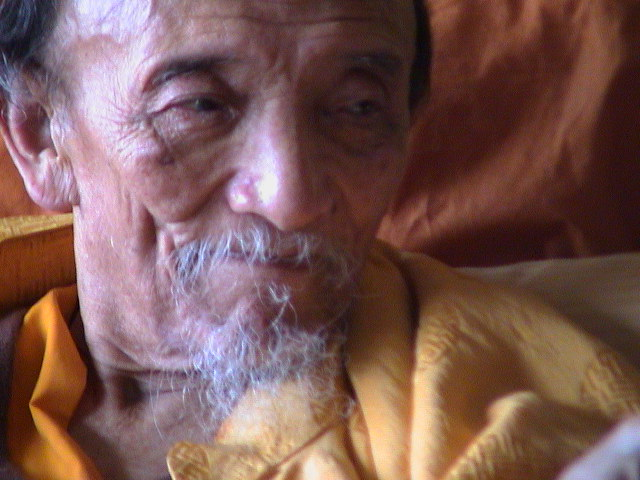
Ngawang Khyenrab Thubten Legshe Gyatsho

Chobgye Trichen Rinpoche, Ngawang Khyenrab Thupten Lekshe Gyatsho (tib. bco brgyad khri can rin po che ngag dbang mkhyen rab thub ldan legs bshad rgya mtsho; * 1920 in Samzhubzê, Tibet; † 22. Januar 2007 in Bagdora, Nepal) war das 18. Oberhaupt der Tsar-Tradition, einer Unterschule der Sakya-Tradition des tibetischen Buddhismus.

## Leben
Er wurde 1920 in Samzhubzê, Xigazê geboren und starb am 22. Januar 2007 in Bagdora in der Nähe von Kathmandu, Nepal. Er war Stammhalter des Phenpo Nalendra-Klosters, das von Rongtön Shecha Kunrig (1367–1449) gegründet wurde.
Er erbaute zwei Klöster, eines in Kathmandu und ein weiteres in Lumbini, und gilt als Meister der Meister, der Übertragungen an Linienhalter aller tibetischen Traditionen weitergab, wie z. B. dem 14. Dalai Lama, dem Sakya Thridzin, dem Dudjom Rinpoche sowie dem damaligen Karmapa-Anwärter Thaye Dorje.